# Ивановка (Млиновская поселковая община)
Ивановка (укр. Іванівка) — село в Млиновской поселковой общине Дубенского района Ровненской области Украины.
До 2020 года входило в Млиновский район.
Население по переписи 2001 года составляло 229 человек. Почтовый индекс — 35153. Телефонный код — 3659. Код КОАТУУ — 5623881303.